# Children of Forever
| Recensione | Giudizio |
| ---------- | -------- |
| AllMusic   | [ 1 ]    |

Children of Forever è il primo album da solista di Stanley Clarke pubblicato dalla Polydor nel giugno del 1973.

## Tracce
Lato A
1. Children of Forever – 10:40 (Neville Potter, Stanley Clarke)
2. Unexpected Days – 5:51 (Neville Potter, Stanley Clarke)
3. Bass Folk Song – 7:52 (Stanley Clarke)

Lato B
1. Butterfly Dreams – 6:46 (Neville Potter, Stanley Clarke)
2. Sea Journey – 16:25 (Neville Potter, Chick Corea)

## Musicisti
Children of Forever
- Stanley Clarke - basso fiddle, arrangiamenti
- Andy Bey - voce
- Dee Dee Bridgewater - voce
- Pat Martino - chitarra elettrica
- Arthur Webb - flauto
- Chick Corea - pianoforte elettrico, clavinet
- Lenny White - batteria

Unexpected Days
- Stanley Clarke - basso fiddle
- Andy Bey - voce
- Dee Dee Bridgewater - voce
- Pat Martino - chitarra elettrica
- Arthur Webb - flauto
- Chick Corea - pianoforte elettrico, arrangiamenti
- Lenny White - batteria

Bass Folk Song
- Stanley Clarke - basso fiddle, basso elettrico
- Pat Martino - chitarra a 12 corde, chitarra elettrica
- Chick Corea - pianoforte elettrico, clavinet, arrangiamenti
- Arthur Webb - flauto
- Lenny White - batteria, tamburello

Butterfly Dreams
- Stanley Clarke - basso fiddle
- Andy Bey - voce
- Chick Corea - pianoforte elettrico, arrangiamenti
- Pat Martino - chitarra elettrica
- Arthur Webb - flauto
- Lenny White - batteria

Sea Journey
- Stanley Clarke - basso fiddle
- Andy Bey - voce
- Dee Dee Bridgewater - voce
- Chick Corea - pianoforte elettrico, arrangiamenti
- Pat Martino - chitarra elettrica
- Arthur Webb - flauto
- Lenny White - batteria

Note aggiuntive
- Chick Corea - produttore
- Leslie Wynn - assistente alla produzione
- Registrato al A&R Studios il 26 e 27 dicembre 1972 a New York (Stati Uniti)
- Dixon Van Winkle - ingegnere delle registrazioni
- Brad Davis - assistente ingegnere delle registrazioni
- Jim O'Connell - illustrazione copertina album
- Jordon Malek - fotografie
- Maurer Productions - design album[4]